# Nik Titanik
Nik Titanik (Zagreb, 3. svibnja, 1974.) je pseudonim hrvatskog karikaturista, ilustratora i dizajnera Nikole Plečka. Najpoznatiji je kao karikaturist dnevnog lista 24sata.
Njegov alter ego “rođen” je 1997. godine u vrijeme prikazivanja filma Titanic. Svi prijatelji na fakultetu su ga zvali Nik, a zgodno im je bilo dodati nastavak koji se rimuje s Nik – Titanik.

## Životopis
Završio je Ekonomski fakultet u Zagrebu. Prvu karikaturu je objavio 1993. u studentskom listu Puls. Bila je to portretna karikatura Davora Gopca. Slijedi suradnja s tjednicima Danas, Panorama, NET i ostalima. Početkom 2000., postaje punopravnim članom HDK-a i počinje redovno slati karikature na festivale. Počinje objavljivati u Nacionalu i Vjesniku, te na stranicama jednog od najposjećenijih hrvatskih web siteova Internet Monitor, pod pseudonimom Nik Titanik. Krajem godine postaje suradnikom u Hrvatskom Slovu gdje objavljuje portretne karikature političara.
U veljači 2001. pokreće službenu web stranicu Hrvatskog društva karikaturista koju i danas sam uređuje. Od 2001. do 2003. obnašao je funkciju tajnika Hrvatskog društva karikaturista. U istom razdoblju, karikature su mu redovito objavljivane u Nedjeljnom Vjesniku. Trenutno obnaša funkciju predsjednika hrvatskog ogranka FECO-a (Europske federacije karikaturističkih organizacija). U ožujku 2005. je počeo crtati karikature za dnevni list 24 sata. Također ilustrira i brojne projekte unutar lista (nagradne igre, posebne priloge i sl.). Sredinom 2005. godine preuzima dužnost glavnog urednika internog glasila Hrvatskog društva karikaturista Karika. Krajem svibnja 2006. Nikola Plečko otvara vlastiti studio za dizajn i ilustraciju.
Prvu samostalnu izložbu pod nazivom "Štefica Jambriščak i prijatelji" otvorio je 15. lipnja 2009. u Galeriji Vladimira Filakovca, koja se nalazi u sklopu Narodnog sveučilišta Dubrava. Izložba je otvorena u povodu manifestacije Likovni život Dubrave.
Plečko radi i na ilustriranju udžbenika za hrvatski jezik za 5. razred osnovne škole.

## Vanjske poveznice
- Nik Titanik Studio  Arhivirana inačica izvorne stranice od 5. travnja 2016. (Wayback Machine)
- Službena stranica